# 1366
Il 1366 (MCCCLXVI in numeri romani) è un anno  del XIV secolo.

## Eventi
- Kilkenny, Irlanda - I dominatori normanni emanano gli Statuti di Kilkenny per emarginare le popolazioni locali.
- Enrico II spodesta il suo fratellastro Pietro il Crudele e diventa re di Castiglia

## Nati
- 31 marzo - Pietro di Navarra, principe († 1412)
- 11 maggio - Anna di Boemia, nobile cecoslovacca († 1394)
- 8 luglio - Elizabeth FitzAlan, nobile inglese († 1425)
- Antonio da Scandiano, militare italiano († 1391)
- Andrea da Escobar, vescovo cattolico e teologo portoghese († 1450)
- Francesco I Gonzaga, condottiero italiano († 1407)
- Abd al-Karim al-Jili, mistico iraniano († 1403)
- Konrad Kyeser, ingegnere militare tedesco
- Jelena Lazarević, principessa serba († 1443)
- Paola Bianca Malatesta, nobildonna italiana († 1398)
- Marie de Coucy, nobile († 1405)
- Miran Shah, mongolo († 1408)
- Maddalena Visconti, nobile († 1404)

## Morti
- 6 gennaio - Pietro Tommaso, vescovo francese (n. 1305)
- 14 gennaio - Margherita d'Asburgo, nobile austriaca (n. 1346)
- 25 gennaio - Enrico Suso, mistico tedesco
- 17 aprile - Giacomo da Cerqueto, presbitero italiano (n. 1285)
- 26 aprile - Simon Islip, arcivescovo cattolico inglese
- 20 maggio - Maria di Calabria, italiana (n. 1328)
- 21 maggio - Hemming di Åbo, vescovo cattolico svedese
- 25 maggio - Arnaud de Cervole, mercenario e brigante francese
- 23 novembre - Gasan Joseki, maestro zen giapponese (n. 1275)
- Abu Zayyan Muhammad II, sultano marocchino (n. 1338)
- Amedeo d'Alba, vescovo cattolico italiano
- Tommaso Corsini, giurista italiano
- Domenico di Agostino, architetto e scultore italiano
- Taddeo Gaddi, pittore italiano
- Gregorio III di Alessandria, arcivescovo ortodosso egiziano
- Elena Mega Comnena, imperatrice georgiana
- Nardo di Cione, pittore e architetto italiano
- Anna di Savoia, imperatrice bizantina (n. 1307)
- Alberto Sterz, condottiero tedesco
- Petrus Tyrgilli, religioso svedese
- Ulrico IV di Württemberg, conte
- Giovanni Visconti da Oleggio, politico italiano (n. 1304)
- Raimondo Berengario d'Aragona, principe (n. 1308)
- Giovanni di Vico, condottiero italiano

## Calendario
| Calendario 1366 | Calendario 1366 | Calendario 1366 | Calendario 1366 | Calendario 1366 | Calendario 1366 | Calendario 1366 | Calendario 1366 | Calendario 1366 | Calendario 1366 | Calendario 1366 | Calendario 1366 | Calendario 1366 | Calendario 1366 | Calendario 1366 | Calendario 1366 | Calendario 1366 | Calendario 1366 | Calendario 1366 | Calendario 1366 | Calendario 1366 | Calendario 1366 | Calendario 1366 | Calendario 1366 | Calendario 1366 | Calendario 1366 | Calendario 1366 | Calendario 1366 | Calendario 1366 | Calendario 1366 | Calendario 1366 | Calendario 1366 | Calendario 1366 |
| --------------- | --------------- | --------------- | --------------- | --------------- | --------------- | --------------- | --------------- | --------------- | --------------- | --------------- | --------------- | --------------- | --------------- | --------------- | --------------- | --------------- | --------------- | --------------- | --------------- | --------------- | --------------- | --------------- | --------------- | --------------- | --------------- | --------------- | --------------- | --------------- | --------------- | --------------- | --------------- | --------------- |
|                 | 1               | 2               | 3               | 4               | 5               | 6               | 7               | 8               | 9               | 10              | 11              | 12              | 13              | 14              | 15              | 16              | 17              | 18              | 19              | 20              | 21              | 22              | 23              | 24              | 25              | 26              | 27              | 28              | 29              | 30              | 31              |                 |
| Gennaio         | Gi              | Ve              | Sa              | Do              | Lu              | Ma              | Me              | Gi              | Ve              | Sa              | Do              | Lu              | Ma              | Me              | Gi              | Ve              | Sa              | Do              | Lu              | Ma              | Me              | Gi              | Ve              | Sa              | Do              | Lu              | Ma              | Me              | Gi              | Ve              | Sa              |                 |
| Febbraio        | Do              | Lu              | Ma              | Me              | Gi              | Ve              | Sa              | Do              | Lu              | Ma              | Me              | Gi              | Ve              | Sa              | Do              | Lu              | Ma              | Me              | Gi              | Ve              | Sa              | Do              | Lu              | Ma              | Me              | Gi              | Ve              | Sa              |                 |                 |                 |                 |
| Marzo           | Do              | Lu              | Ma              | Me              | Gi              | Ve              | Sa              | Do              | Lu              | Ma              | Me              | Gi              | Ve              | Sa              | Do              | Lu              | Ma              | Me              | Gi              | Ve              | Sa              | Do              | Lu              | Ma              | Me              | Gi              | Ve              | Sa              | Do              | Lu              | Ma              |                 |
| Aprile          | Me              | Gi              | Ve              | Sa              | Do              | Lu              | Ma              | Me              | Gi              | Ve              | Sa              | Do              | Lu              | Ma              | Me              | Gi              | Ve              | Sa              | Do              | Lu              | Ma              | Me              | Gi              | Ve              | Sa              | Do              | Lu              | Ma              | Me              | Gi              |                 |                 |
| Maggio          | Ve              | Sa              | Do              | Lu              | Ma              | Me              | Gi              | Ve              | Sa              | Do              | Lu              | Ma              | Me              | Gi              | Ve              | Sa              | Do              | Lu              | Ma              | Me              | Gi              | Ve              | Sa              | Do              | Lu              | Ma              | Me              | Gi              | Ve              | Sa              | Do              |                 |
| Giugno          | Lu              | Ma              | Me              | Gi              | Ve              | Sa              | Do              | Lu              | Ma              | Me              | Gi              | Ve              | Sa              | Do              | Lu              | Ma              | Me              | Gi              | Ve              | Sa              | Do              | Lu              | Ma              | Me              | Gi              | Ve              | Sa              | Do              | Lu              | Ma              |                 |                 |
| Luglio          | Me              | Gi              | Ve              | Sa              | Do              | Lu              | Ma              | Me              | Gi              | Ve              | Sa              | Do              | Lu              | Ma              | Me              | Gi              | Ve              | Sa              | Do              | Lu              | Ma              | Me              | Gi              | Ve              | Sa              | Do              | Lu              | Ma              | Me              | Gi              | Ve              |                 |
| Agosto          | Sa              | Do              | Lu              | Ma              | Me              | Gi              | Ve              | Sa              | Do              | Lu              | Ma              | Me              | Gi              | Ve              | Sa              | Do              | Lu              | Ma              | Me              | Gi              | Ve              | Sa              | Do              | Lu              | Ma              | Me              | Gi              | Ve              | Sa              | Do              | Lu              |                 |
| Settembre       | Ma              | Me              | Gi              | Ve              | Sa              | Do              | Lu              | Ma              | Me              | Gi              | Ve              | Sa              | Do              | Lu              | Ma              | Me              | Gi              | Ve              | Sa              | Do              | Lu              | Ma              | Me              | Gi              | Ve              | Sa              | Do              | Lu              | Ma              | Me              |                 |                 |
| Ottobre         | Gi              | Ve              | Sa              | Do              | Lu              | Ma              | Me              | Gi              | Ve              | Sa              | Do              | Lu              | Ma              | Me              | Gi              | Ve              | Sa              | Do              | Lu              | Ma              | Me              | Gi              | Ve              | Sa              | Do              | Lu              | Ma              | Me              | Gi              | Ve              | Sa              |                 |
| Novembre        | Do              | Lu              | Ma              | Me              | Gi              | Ve              | Sa              | Do              | Lu              | Ma              | Me              | Gi              | Ve              | Sa              | Do              | Lu              | Ma              | Me              | Gi              | Ve              | Sa              | Do              | Lu              | Ma              | Me              | Gi              | Ve              | Sa              | Do              | Lu              |                 |                 |
| Dicembre        | Ma              | Me              | Gi              | Ve              | Sa              | Do              | Lu              | Ma              | Me              | Gi              | Ve              | Sa              | Do              | Lu              | Ma              | Me              | Gi              | Ve              | Sa              | Do              | Lu              | Ma              | Me              | Gi              | Ve              | Sa              | Do              | Lu              | Ma              | Me              | Gi              |                 |